# Merkur Arena (Graz)
Die Merkur Arena, bis 2016 UPC-Arena, traditionell Liebenauer Stadion oder Stadion Graz-Liebenau, 1997–2005 Arnold-Schwarzenegger-Stadion, ist ein Fußballstadion im Bezirk Liebenau der österreichischen Stadt Graz, Bundesland Steiermark, und zugleich das größte seiner Art in der Stadt. Es ist die Heimspielstätte der beiden Profifußballvereine aus Graz, des SK Sturm Graz und des GAK. In direkter Nachbarschaft südlich liegt die Eissporthalle Merkur-Eisarena mit 4.126 Plätze. Das Stadion ist seit April 2016 nach dem Sponsor Merkur Versicherung benannt.
Das Stadion wurde in den Jahren 1994 bis 1997 als Neubau des 1951 eröffneten Bundesstadions Liebenau geplant und errichtet. Zusätzlich als Veranstaltungsort für Bundes-, Zweit- und Regionalliga-Spiele sowie Europacup-Partien nutzt der ÖFB die Arena als Spielstätte der österreichischen Fußballnationalmannschaft und zur Ausrichtung diverser Finalspiele (ÖFB-Cup und Supercup).
Im Juli 2011 war die Arena einer der Austragungsorte der American-Football-Weltmeisterschaft 2011 in Österreich.

## Geschichte

### Errichtung als Bundesstadion Liebenau
1929 sollte das Sportplatzareal, auf dem das Liebenauer Stadion seit Anfang an stand und steht, erstmals ausgebaut werden. Es diente dem Verein Grazer SC Straßenbahn als Sportstätte. Später nutzte der Sportverein Wacker (Grazer Sportvereinigung) das Areal. Anschließend wurden daraus die Werksportanlagen der Firma Steyr Daimler Puch.
Nach dem Zweiten Weltkrieg verödete die Anlage jedoch massiv und 1950 gab die Bundessportverwaltung der Republik Österreich einen Bescheid zur Errichtung eines Bundessportplatzes im Grazer Süden. Anfangs als reine Leichtathletikanlage geplant, wurde das Stadion im Rahmen des Baus zu einem Fußballstadion mit englischem Rasen erweitert. Sogar ein Hallenbad und ein Kunsteisplatz wurden nach und nach errichtet. Am 9. Juni 1951 fand die Eröffnung des Bundesstadion Liebenau statt. Das Stadion diente zuerst dem Steirischen Fußballverband als Spielort seiner Landesauswahl, die am 9. Juni 1951 mit einem Freundschaftsspiel gegen den englischen Klub AFC Sunderland hier das erste Fußballspiel abhielt.
Durch den Ausbau in den folgenden Jahren, darunter die Errichtung der Flutlichtanlage 1955 sowie die Deckung und der Ausbau der Tribünen 1970, wurde das Liebenauer Stadion zusehends attraktiver für die Grazer Klubs GAK und Sturm. Bislang wurden schon Spiele mit erhöhtem Besucherandrang sowie Fernsehpartien ins Bundesstadion verlegt, nun bezogen es zuerst Sturm (1974–1982) und später der GAK (1975–1986) als neue fixe Heimstätte. Auch die österreichische Nationalmannschaft konnte am 10. September 1970 (0:1 gegen Jugoslawien) erstmals nach Liebenau geholt werden und spielte hier bis heute (Stand: 21. August 2015) insgesamt 17 Mal. 
LUV Graz spielte einmalig im Jahr 1991 vor 5500 Zuschauern in Liebenau, nachdem man als damaliger Regionalliga-Verein das Halbfinale des ÖFB-Cup erreichte.

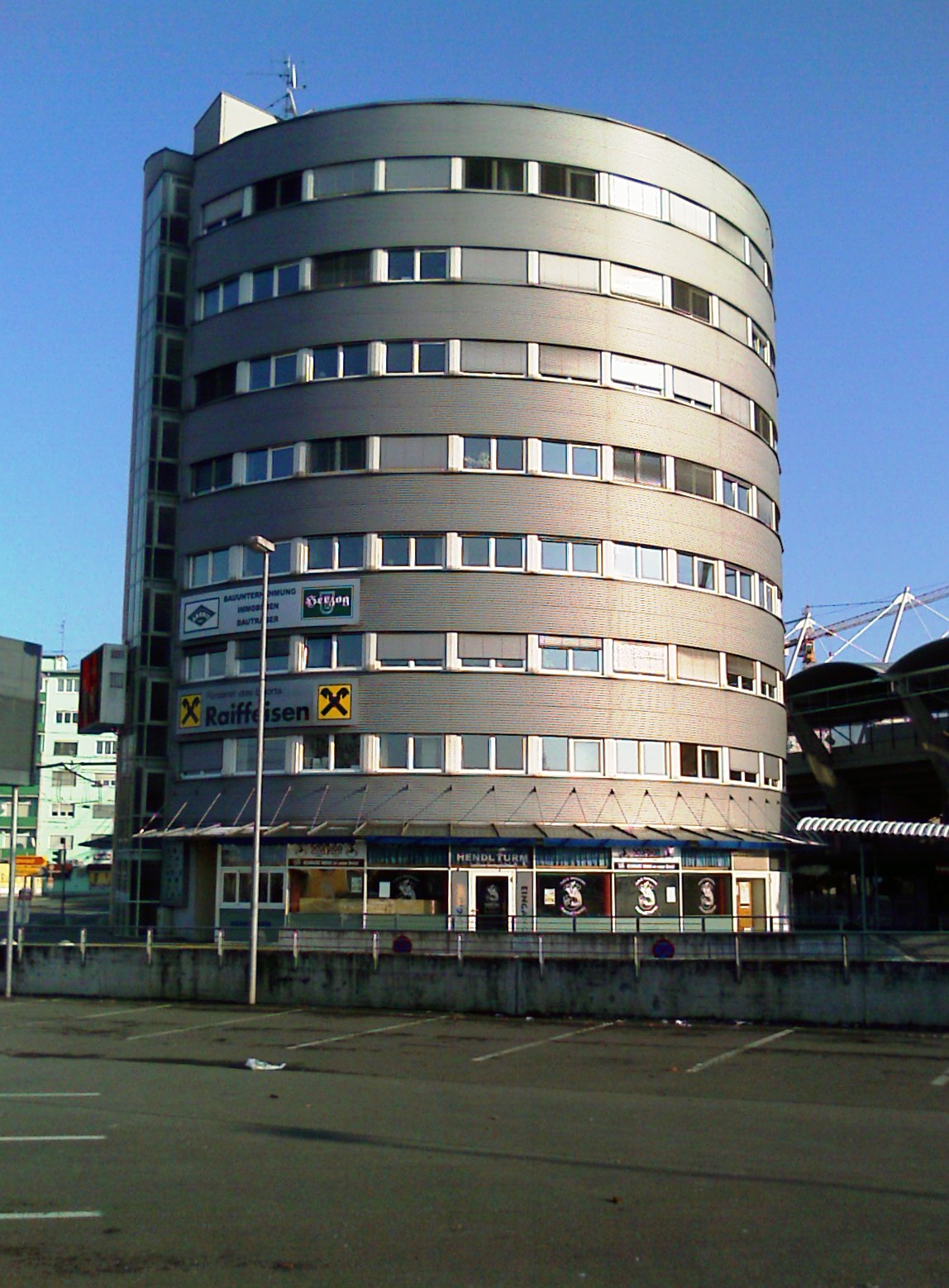
Stadionturm neben der Arena

### Neubau
Nachdem das Bundesstadion immer renovierungsbedürftiger wurde, entschloss man sich anstelle der Renovierung einen Neubau vorzunehmen. 1994 starteten die Verhandlungen mit dem Bund wegen einer Übernahme des Stadions durch die Stadt Graz. Diese Übernahme erfolgte im Dezember 1994 gemeinsam mit der Zustimmung des Grazer Gemeinderates bezüglich einer 20-prozentigen Mitfinanzierung zum Neubaukonzept. Im Jänner 1995 beschloss die Steirische Landesregierung einstimmig eine 30-prozentige Förderung der Neubaukosten. Man forderte ein 15.000 Zuseher fassendes Stadion, welches auch für internationale Spiele nutzbar sein musste. Eine öffentliche Ausschreibung, ein Wettbewerb zur Realisierung des Stadions startete. Ziel des Wettbewerbes war neben dem Neubau des Stadions die bestmögliche Nutzung aller umgebenden Flächen (samt Errichtung von Parkgaragen, eines Einkaufszentrums, eines Fitnesscenters sowie Büro- und Wohnflächen). Eine Investorengruppe mit den Geschäftspartnern Granit Ges.m.b.H. und der Architektengruppe Team A Graz gewann schließlich den Wettbewerb und begann das Stadion Liebenau samt Sportzentrum zu bauen.
Der Spatenstich zum Bau erfolgte am 9. Jänner 1995. Ursprünglich wurde das, im Winter 1996/97 fertiggestellte, Fußballstadion nach dem aus Thal stammenden Bodybuilder und Schauspieler, sowie späteren kalifornischen Gouverneur Arnold Schwarzenegger benannt (Arnold Schwarzenegger Stadion Graz-Liebenau). Feierlich eröffnet wurde es vor 15.400 Zuschauern am 9. Juli 1997 (exakt 46 Jahre nach dem ersten Spiel im Bundesstadion) mit dem 91. Grazer Stadtderby GAK gegen Sturm Graz, welches Sturm Graz mit 4:0 für sich entscheiden konnte. Das erste Tor im neuen Stadion erzielte Roman Mählich bereits in der dritten Spielminute.

### Kontroverse um den Stadionnamen; Namensänderung
Im Dezember 2005 entbrannte eine Diskussion um eine Namensänderung des seinerzeitigen Arnold-Schwarzenegger-Stadions, da Schwarzenegger als Gouverneur von Kalifornien unter anderem am 12. Dezember 2005 ein gestelltes Gnadengesuch des zum Tode verurteilten Stanley „Tookie“ Williams ablehnte. Zwischenzeitlich forderten Politiker sogar die Aberkennung seiner österreichischen Staatsbürgerschaft. Wiederholt forderten Politiker, insbesondere die der Grünen und der KPÖ, die Umbenennung des Stadions.
Dieses Mal waren die Stimmen, die eine Umbenennung bejahten, intensiver. Bevor im Grazer Gemeinderat Einigkeit erzielt werden konnte, kam Schwarzenegger einer Entscheidung zuvor: Er entzog der Stadt Graz das Recht auf die Verwendung seines Namens, insbesondere als Namensgeber des Fußballstadions. Er stellte den Grazern das Ultimatum, bis Jahresende 2005 seinen Namen vom Stadion entfernen zu lassen, ebenso von sämtlichen Internetseiten und Unterlagen, die mit seinem Namen für Graz warben oder im Zusammenhang mit der steirischen Landeshauptstadt standen. In der Nacht zum 26. Dezember 2005 wurde schließlich sein Name vom Stadion entfernt, sodass nur noch Stadion Graz-Liebenau zu lesen war. Man hatte diesen nächtlichen Zeitpunkt gewählt, um der Presse keine Möglichkeit für eine entsprechende Bild-Berichterstattung zu geben, und dennoch waren einzelne Pressevertreter vor Ort.
Kurz darauf startete die Grazer Stadtregierung unter der Leitung des damaligen Grazer Finanzstadtrates Wolfgang Riedler (SPÖ) einen Aufruf an Firmen, worauf sich diese um das Namenssponsoring für das Stadion bewerben konnten. Als Gewinner stellte sich einige Zeit später das Unternehmen UPC Telekabel heraus.
Am 17. Februar 2006 wurde der restliche Teil Stadion Graz-Liebenau entfernt, und bereits einen Tag später präsentierte man den neuen Namen des Stadions: UPC-Arena. Das erste Spiel im Stadion unter neuem Namen war das am selben Tag stattfindende 125. Grazer Derby zwischen dem SK Sturm und dem GAK, welches torlos endete.

### Stadiondebatte
Mit der Neueröffnung des Stadions in Liebenau 1997 wurde es von beiden großen Grazer Vereinen als Heimstätte genutzt. In den folgenden zehn Jahren erreichten beide Vereine ihre sportlichen Höhepunkte. Allerdings übernahmen sich beide dabei auch finanziell und verkauften ihre ursprünglichen Heimstätten. Die mittlerweile denkmalgeschützte Gruabn gehört nun der Stadt Graz und dient dem Grazer SC, dessen Sportplatz verbaut wurde, als Heimstätte. Der GAK-Platz in der Körösistraße wurde verbaut.
Während sich Sturm Graz nach einem Zwangsausgleich wieder finanziell erholte, wurde der GAK in die Regionalliga versetzt und musste nach weiteren Pleiten überhaupt von der niedrigsten Spielklasse neu durchstarten.
Seitens Sturm Graz wurde man zunehmend unzufrieden mit der Stadionsituation. Nötige Adaptierungen durch die Stadt, vor allem für internationale Bewerbe, ließen auf sich warten. Gleichzeitig beklagt man als Mieter die mangelnden Möglichkeiten um finanzielle Erlöse zu schaffen; so liegen zum Beispiel die Schankrechte nicht beim austragenden Verein.
Die Abwesenheit des GAK im Profifußball nutzte Sturm Graz um Druck auf die Stadt zu machen. Man präsentierte Ausbaupläne und bekundete mehrmals Interesse am Kauf des Stadions.
2019 schaffte der GAK wieder den Weg zurück in den Profifußball (zweithöchste Spielklasse) und trägt seitdem seine Heimspiele wieder in der Merkur-Arena aus. In der Grazer Stadtpolitik wurde geprüft, ob eine Lösung mit zwei Fußballstadien finanziell tragbar wäre, oder ob die Merkur Arena nach einer Champions-League-tauglichen Neugestaltung die Heimstätte für beide Vereine bleibt. Im Oktober 2024 gab es dann die endgültige Absage an eine Zwei-Stadien-Lösung. Die Stadt kündigte eine Studie für den weiteren Ausbau an. Das Stadion soll dabei wieder tauglich für die Champions League werden, auf mehr als 20.000 Plätze ausgebaut werden und die Außendarstellung flexibel an die Farben und Logos beider Vereine anpassen können.

#### Position von Sturm Graz

##### Pläne für Erweiterung – „Tor zur Stadt“
Als Christian Jauk Präsident des SK Sturm Graz wurde, trat er mit dem Plan an, das Stadion in Liebenau zu einem reinen Sturm-Stadion zu machen. Am 10. September 2012 präsentierten die Verantwortlichen des SK Sturm Graz die Pläne für einen möglichen Umbau des Stadions, das in seinem damaligen Zustand zahlreiche Vorgaben der UEFA und des ÖFB für internationale Bewerbsspiele nicht mehr erfüllte.
Neben der notwendigen Adaptierung und Verbesserung der Sicherheitstechnik, der Flutlichtanlage, des Medienbereichs und der Mannschaftskabinen wurde ein Ausbau des VIP-Bereichs um 750 m² geplant. Weiters gab es Pläne, die Kapazität des Stadions durch den Umbau der Nordkurve auf Stehplätze, welche bei internationalen Spielen zu Sitzplätzen umfunktioniert werden können, um ca. 3300 auf 18.700 Plätze zu erhöhen.
Ebenfalls angedacht war eine Überplattung des Stadionvorplatzes und der angrenzenden Ulrich-Lichtenstein-Gasse, auf der eine Fanmeile mit Fan-Shop, Vereinsmuseum, Gastronomie und weiteren Freizeitmöglichkeiten geschaffen werden sollte. So könnte man einerseits Straßenverkehr und Besucher voneinander trennen, andererseits eine spektakuläre Stadteinfahrt herstellen. In einem PPP-Modell sollte auch die Tiefgarage um 200 Plätze erweitert werden.

##### Umbau in kleinerem Rahmen und Besucherrekord
Die Pläne für das „Tor zur Stadt“ wurden mit der Zeit verworfen. Zum Rückrundenstart der Saison 2015/16 wurden jedoch die ersten notwendigen Adaptierungen fertiggestellt und eröffnet. Pläne für weitere kleinere Umbauten konkretisiert. Im Laufe der Jahre wurden diese realisiert, die meisten davon, etwa Modernisierung der Kabinen, Elektrik und Sicherheitstechnik, sind für den Besucher kaum wahrnehmbar. Auch zusätzliche Gastro-Boxen, Toiletten und zwei Glaskästen unter dem Dach, die als TV Studio verwendet werden können, wurden hinzugefügt.
Ende Juli 2016 gab es die auffälligste Umbaumaßnahme der jüngeren Vergangenheit. In den Sektoren 10–12, entspricht dem heimischen Fansektor, wurden die Sitze abgebaut und verkauft. Diese wurden durch Wellenbrecher und Stehplätze mit ausklappbaren Sitzen ersetzt, wodurch das Stadion eine Kapazität von 16.764 Zuschauern erreichte. In der 6. Bundesliga-Runde gegen SCR Altach konnten die Stehplätze erstmals genutzt werden.
Beim Spiel gegen Rapid Wien in der 7. Bundesliga-Runde war das Stadion erstmals nach dem Umbau ausverkauft und mit 16.604 Zuschauern wurde ein neuer Zuschauerrekord aufgestellt. Nach diesem Spiel wurde das Platzkontingent in der Nordkurve aufgrund von massivem Platzmangel in den Zugängen und langen Wartezeiten bei Gastro- und Sanitärbereichen um 400 reduziert. Somit haben im Stadion Graz-Liebenau 16.364 Besucher Platz. Wird nicht weiter umgebaut, ist das Spiel mit 16.604 Zuschauern (160 Plätze wurden wegen Sicherheitsmaßnahmen zum Auswärtssektor freigehalten) ein Rekord für die Ewigkeit. Mehr waren nie zuvor im 1997 erbauten Stadion in Liebenau.

##### Erneute Probleme mit der internationalen Tauglichkeit
In der Saison 2023/24 gab es erneut Probleme mit der Zulassung für internationale Bewerbe. Im Falle eines Einzugs in die Champions-League hätte Sturm Graz seine Spiele nicht in der Merkur Arena austragen können. Sturm-Präsident Jauk machte daraufhin erneut Druck auf die Stadt und stellte ein Kaufangebot.

#### Position des GAK
In den Jahren 2012–2019 bis zur Rückkehr in den Profifußball wurden die Spiele im Sportzentrum Graz-Weinzödl ausgetragen. Bereits im Frühjahr 2019 trug man, damals noch als Regionalligist, zwei ÖFB-Cupspiele gegen Austria Wien und Red Bull Salzburg vor nahezu ausverkaufter Kulisse in der Merkur Arena aus.
Beim GAK sieht man sich nicht in der Position ein eigenes Stadion zu fordern. Die Besitzansprüche des Lokalrivalen an das gemeinsame Stadion, die in der Umbenennung des Stadionvorplatzes und einer gemeinsamen Pressekonferenz mit der Bürgermeisterin gipfelten, sieht man skeptisch. Mittlerweile kam es zu gemeinsamen Gesprächen und die Vereinsführung ist sich auch bewusst, dass die aktuelle Situation nicht ganz optimal ist. Sollte die Politik eine Machbarkeit für ein zweites europataugliches Stadion sehen, würde man dem wohlwollend gegenüberstehen, sofern die Sache kein finanzielles Abenteuer für den GAK darstellt.
Verwurzelt sieht man sich dabei eher im Grazer Norden, wo sich auch das Trainingszentrum befindet. Dessen Ausbaumöglichkeiten sind allerdings aufgrund des Grundwasserschutzes begrenzt.

### Erneute Umbenennung und Grundstückskäufe seitens der Stadt
Im März 2016 sicherte sich die Merkur Versicherung die Namensrechte für das Stadion, das schließlich im April 2016 den Namen Merkur Arena bekam. In den Jahren 2018/19 erwarb die Stadt ein Grundstück mit eingeschoßigem Wohnhaus auf der Adresse Liebenauer Hauptstraße 18, ließ dieses spätestens 2019 abreißen und die Fläche im Zuge der ab etwa 2019 stattfindenden Umbauarbeiten des Eisstadions Graz-Liebenau und der Erweiterung der Busfläche vor dem Gästesektor bebauen bzw. asphaltieren.

### Stadionvorplatz
Zu Ehren des 2022 verstorbenen längjährigen Trainers von SK Sturm Graz wurde der Stadionvorplatz mit dem 1. Juli 2023 zum Ivica-Osim-Platz umbenannt.

### Grundstückskäufe zur Erweiterung des Stadions ab dem Jahr 2024
Um mehr Platz für die Busse der Auswärtsfans zu schaffen, erwarb die Stadt Graz im Frühjahr 2024 um 400.000 Euro ein 452 m² großes Grundstück mit Altbestand auf der Adresse Liebenauer Hauptstraße 16. Zu Saisonbeginn 2024/25 war der Altbestand auf dem Grundstück, das sich zwischen dem bestehenden Busparkplatz und dem Stadion befindet, noch nicht abgerissen, da man noch auf einen Abrissbescheid wartete. Der Abriss erfolgte schließlich im Oktober 2024. Im September 2024 wurde bekannt, dass die Stadt Graz ein weiteres Grundstück an der Liebenauer Hauptstraße (Hausnummer 20) zur Stadionerweiterung erworben hatte. Für das um einiges kleinere Grundstück, auf dem aktuell (Stand: September 2024) noch ein Imbissladen steht, dessen Mietvertrag vorerst noch weiterläuft, aber jederzeit kündbar ist, wurden seitens der Stadt Graz 270.000 Euro bezahlt.

## Zahlen, Daten, Fakten

### Platzangebot

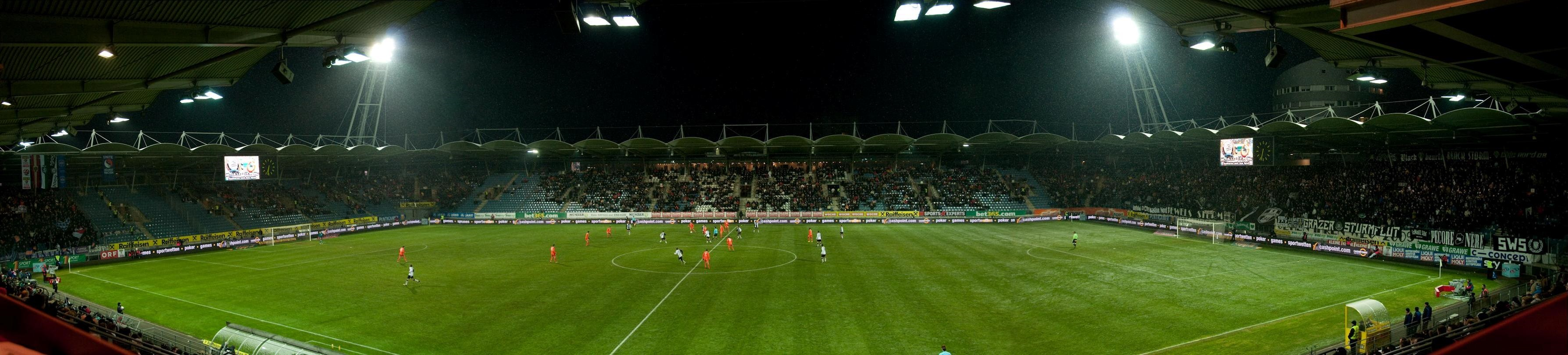
Panoramafoto, Blick auf die Westtribüne mit VIP-Sektor, rechts die Nordtribüne mit Fansektoren

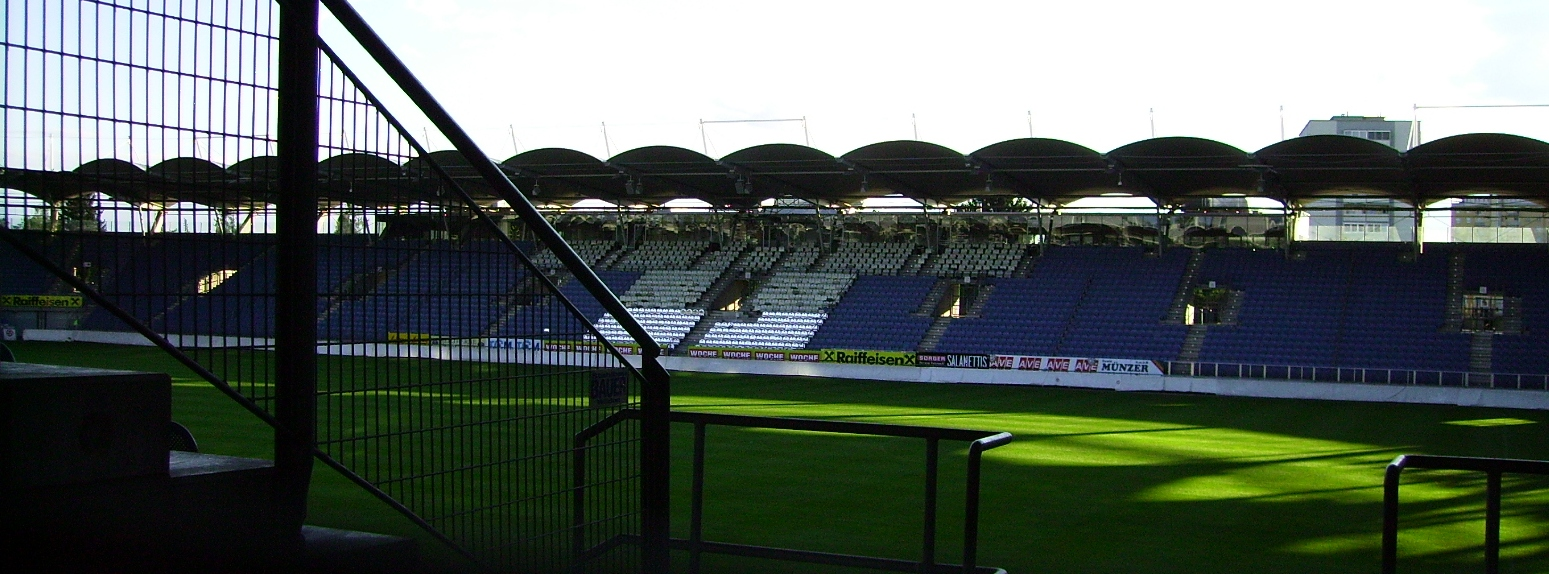
Der mit silbernen Sitzpolstern ausgestattete VIP-Sektor 18

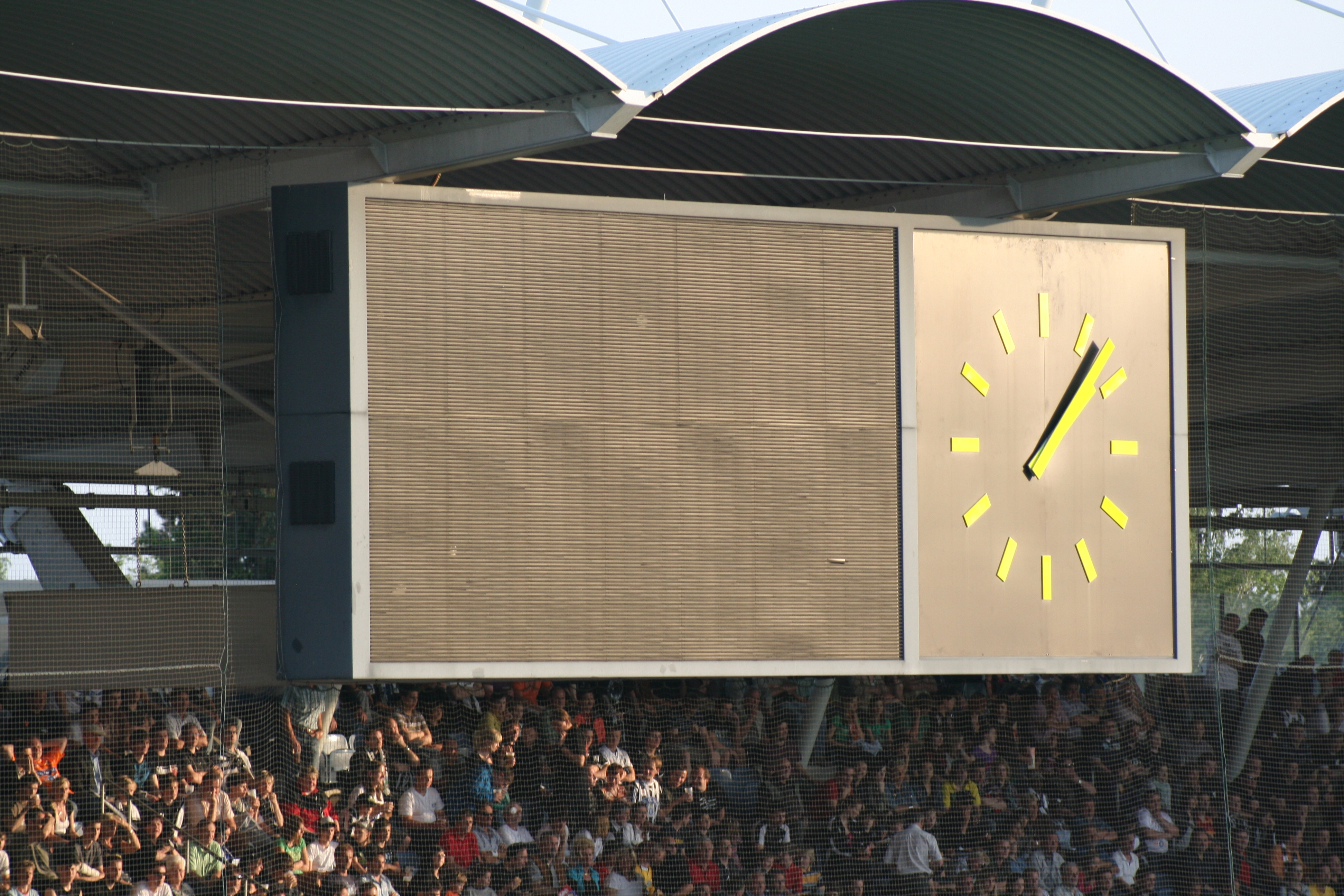
Eine der zwei Videowände der Arena

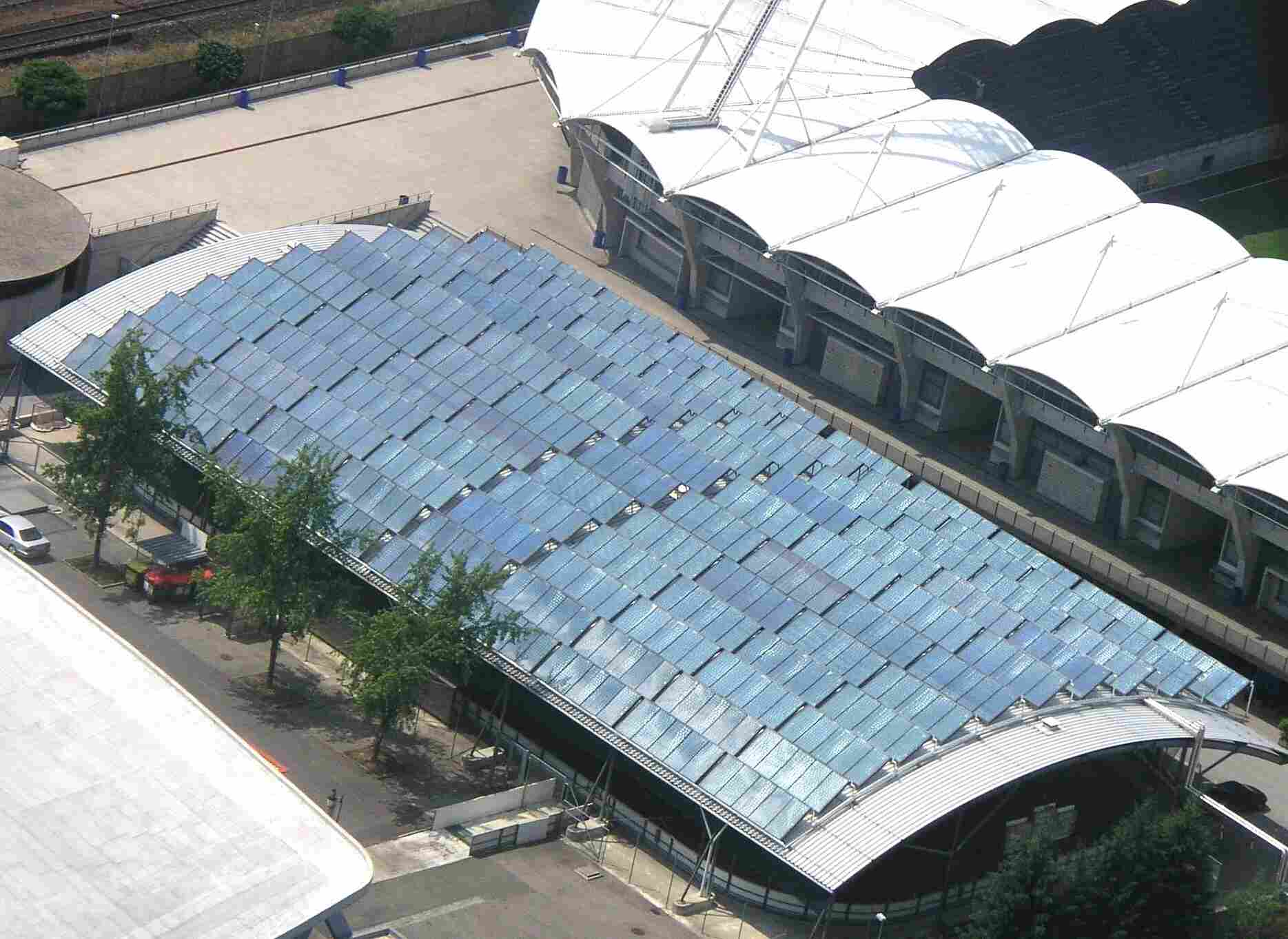
Solaranlage auf mittlerweile abgerissenen Skatinghalle von oben gesehen, rechts die Merkur Arena (2003)

Die Merkur Arena verfügt über 15.400 vollständig überdachte Sitzplätze, aufgeteilt auf 27 Sektoren. Bei Champions-League-Spielen des SK Sturm in den Jahren 1999 bis 2001 wurden über dem Stadiongraben Zusatztribünen aufgestellt, sodass knapp 16.000 Zuschauer Platz hatten. Bei Bundesligaspielen gilt eine offizielle Kapazität von 16.364 Zuschauern. Der VIP-Sektor befindet sich auf der Westtribüne im Sektor 18 (rund 500 Plätze). Zusätzlich gibt es auf der Ost-Seite einen eigenen, 60 Plätze umfassenden Behinderten- beziehungsweise Rollstuhlfahrerbereich. Das mit einer Rasenheizung ausgestattete Spielfeld hat eine Größe von 105 × 72 Metern und wird von einem knapp drei Meter tiefen Graben umgeben.

### Architektur und Technik
Die Merkur Arena wurde 1994 von der Architektengruppe Team A Graz geplant und zwischen 1995 und 1997 errichtet. Bauherr war die Stadt Graz (Hochbauamt), die Architekten waren Jörg Wallmüller, Dietrich Ecker, Herbert Missoni und Franz Cziharz. Den Part der Tragwerksplanung („Statik“) übernahmen Wolfgang Platzer, Edwin Visotschnig und Richard Greiner.
Die Grundstücksfläche, auf der die Arena samt Sportzentrum steht, ist 39.650 m² groß, die tatsächlich bebaute Fläche jedoch nur 13.725 m².
Für den Bau des Stadions wurden 85.000 m² Schalung, 1.250 Tonnen Stahl sowie 14.000 m³ Beton verarbeitet. Das Stahldach der Merkur Arena ist rund 10.000 m² groß und hat ein Gewicht von 650 Tonnen. Die Baukosten betrugen umgerechnet rund 20 Millionen Euro.
Zwei Videoleinwände sowie die vier Flutlichtmasten zählen zu den Extras der Arena. 158 Flutlichtstrahler können mit 1.200 Lux das Spielfeld komplett ausleuchten.
Die komplette Rasenfläche hat eine Größe von exakt 9.085 m² (79 × 115 Meter), wobei die eigentliche Spielfläche die Maße 72 × 105 Meter hat. Im Stadion befinden sich zusätzlich neun WC-Anlagen sowie 15 Buffets auf einer Verteilerebene von 6.000 m².
Direkt neben der Merkur Arena befindet sich die Merkur Eisarena, die Heimstätte des Eishockeyvereins Graz 99ers. Dazwischen befand sich bis zu ihrem Abriss in der zweiten Hälfte der 2010er Jahre (2018/19?) eine zusätzliche Skatinghalle, auch Freiluft- bzw. Freieishalle genannt, auf deren Überdachung sich eine thermische Solaranlage mit Sonnenkollektoren befand. Die dabei auf dieser 1.407 m² großen Kollektorenfläche erzeugte Energie wurde direkt in das Grazer Fernwärmenetz eingespeist. Die Übergabe dieser Energie zwischen dem Solarkreis und dem Fernwärmekreis erfolgte durch eine entsprechende Station in einem Technikraum der Merkur Arena. Die Anlage gewann 2002 den Österreichischen Solarpreis und war ab Inbetriebnahme im Jahre 2002 bis 2006 das größte Solarprojekt Österreichs. Gleichzeitig stellte sie eine europaweite Premiere für solare Fernwärmeeinspeisung dar. Die Anlage brachte einen Ertrag von zirka 540 MWh pro Jahr. Verglichen mit einem Ölkessel brachte sie zusätzlich eine CO2-Einsparung von rund 250.000 kg pro Jahr. 
Die Skatinghalle im Freiluftbereich fiel den ab etwa 2019 stattfindenden Umbauarbeiten zwischen dem Fußball- und dem Eisstadion zum Opfer.

## Nutzung und Veranstaltungen

### Mantelnutzung
An der Ostseite des Stadions befinden sich unter der Tribüne die Spielerkabinen, die Presseräumlichkeiten, Ordner- sowie Polizeiräume. Über den Tribünen sind die Reporterkabinen und Pressesitzplätze.
Der V.I.P.-Bereich liegt auf der Westtribüne oberhalb des V.I.P.-Sektors (18), ist mit einem Restaurant ausgestattet und verfügt über eine Panoramaglaswand. Dadurch ist es möglich innerhalb des V.I.P.-Bereiches das Spielgeschehen zu verfolgen. Außerdem können in den V.I.P.-Räumlichkeiten der Arena diverse Tagungen, Firmenevents oder Kongresse abgehalten werden. Der Raum unterhalb der Westtribüne ist durch die Parkgarage genutzt.
Auf der Nordseite des Stadions befinden sich der Ivica-Osim-Platz samt Stadionturm, unterhalb der Nordtribüne die Bereiche der Stadionverwaltung und des Sportamtes der Stadt Graz, das Fan-Café des SK Sturm Graz sowie ein Wettbüro. Im Stadionturm selbst sind Büros und Wohnungen beheimatet, im Erdgeschoß ist ein Fanshop des SK Sturm.
Unter der Südtribüne ist ein Fitness-Center mit einer Nutzungsfläche von rund 1.500 m². Direkt neben der Südseite stand bis zu den Umbauarbeiten und dem damit verbundenen Abriss in der zweiten Hälfte der 2010er Jahre die überdachte Skatinghalle des Eisstadions Liebenau.

### Fußball
Neben der Nutzung bei Bundesliga-Spielen von Sturm Graz und Zweitligaspielen des GAK, wird das Stadion auch vom Österreichischen Fußballbund zur Austragung von Länderspielen sowie von Cup- und Supercup-Endspielen genutzt.

#### Finalspiele der ÖFB-Bewerbe
Im Liebenauer Stadion fanden bisher zweimal das ÖFB-Cup-Finale sowie dreimal das Supercup-Finale statt.
Darunter kam es im Jahr 2002 zum einzigen Grazer Derby in einem Cup-Finale. Dieses konnte der GAK mit 3:2 gewinnen.
| Finalspiele des ÖFB | Finalspiele des ÖFB | Finalspiele des ÖFB          | Finalspiele des ÖFB  |
| ------------------- | ------------------- | ---------------------------- | -------------------- |
| 25. Juni 1999       | Supercup-Finale     | SK Sturm Graz – LASK Linz    | 4:3 i. E. (1:1, 1:1) |
| 12. Mai 2002        | ÖFB-Cup-Finale      | Grazer AK – SK Sturm Graz    | 3:2 (3:0)            |
| 6. Juli 2002        | Supercup-Finale     | SK Sturm Graz – Grazer AK    | 0:3 (0:1)            |
| 1. Juni 2003        | ÖFB-Cup-Finale      | FK Austria Wien – FC Kärnten | 3:0                  |
| 9. Juli 2004        | Supercup-Finale     | Grazer AK – FK Austria Wien  | 2:4 i. E. (1:1, 1:1) |

#### Länderspiele
Nachstehend finden sich alle 17 Spiele der österreichischen Nationalmannschaft in Graz-Liebenau.
| Spiele der österreichischen Fußballnationalmannschaft | Spiele der österreichischen Fußballnationalmannschaft | Spiele der österreichischen Fußballnationalmannschaft | Spiele der österreichischen Fußballnationalmannschaft | Spiele der österreichischen Fußballnationalmannschaft |
| ----------------------------------------------------- | ----------------------------------------------------- | ----------------------------------------------------- | ----------------------------------------------------- | ----------------------------------------------------- |
| 10. September 1970                                    | Freundschaftsspiel                                    | Österreich – Jugoslawien                              | 0:1 (0:1)                                             |                                                       |
| 7. Mai 1985                                           | WM-Qualifikation 1986                                 | Österreich – Zypern                                   | 4:0 (2:0)                                             |                                                       |
| 15. Oktober 1986                                      | EM-Qualifikation 1988                                 | Österreich – Albanien                                 | 3:0 (1:0)                                             |                                                       |
| 11. April 1989                                        | Freundschaftsspiel                                    | Österreich – Tschechoslowakei                         | 1:2 (0:0)                                             |                                                       |
| 28. April 1999                                        | EM-Qualifikation 2000                                 | Österreich – San Marino                               | 7:0 (3:0)                                             |                                                       |
| 29. März 2000                                         | Freundschaftsspiel                                    | Österreich – Schweden                                 | 1:1 (1:0)                                             |                                                       |
| 27. März 2002                                         | Freundschaftsspiel                                    | Österreich – Slowakei                                 | 2:0 (0:0)                                             |                                                       |
| 26. März 2003                                         | Freundschaftsspiel                                    | Österreich – Griechenland                             | 2:2 (0:0)                                             |                                                       |
| 25. Mai 2004                                          | Freundschaftsspiel                                    | Österreich – Russland                                 | 0:0                                                   |                                                       |
| 17. August 2005                                       | Freundschaftsspiel                                    | Österreich – Schottland                               | 2:2 (0:2)                                             |                                                       |
| 16. Juni 2006                                         | Freundschaftsspiel                                    | Österreich – Ungarn                                   | 1:2 (0:2)                                             |                                                       |
| 24. März 2007                                         | Freundschaftsspiel                                    | Österreich – Ghana                                    | 1:1 (0:0)                                             |                                                       |
| 27. Mai 2008                                          | Freundschaftsspiel                                    | Österreich – Nigeria                                  | 1:1 (1:1)                                             |                                                       |
| 30. Mai 2008                                          | Freundschaftsspiel                                    | Österreich – Malta                                    | 5:1 (2:1)                                             |                                                       |
| 11. Februar 2009                                      | Freundschaftsspiel                                    | Österreich – Schweden                                 | 0:2 (0:0)                                             |                                                       |
| 5. September 2009                                     | WM-Qualifikation 2010                                 | Österreich – Färöer                                   | 3:1 (2:0)                                             |                                                       |
| 7. Juni 2011                                          | Freundschaftsspiel                                    | Österreich – Lettland                                 | 3:1 (0:0)                                             |                                                       |

### American Football
Im Sommer 2011 war die Merkur Arena ein Austragungsort der American-Football-Weltmeisterschaft 2011.
Sturm Graz musste aufgrund von Terminkollisionen ein Spiel der UEFA-Champions-League-Qualifikation in der Hypo Group Arena austragen.

### Konzerte
Das Stadion wäre auch für die Veranstaltung von Musik-Konzerten konzipiert. Jedoch war es einerseits durch den dichten Spielbetrieb sowie durch die kleine Dimensionierung des Stadions nie möglich, ein Konzert tatsächlich durchzuführen. Neben den immer größer werdenden Konzertbühnen würde das Stadion zu wenigen Besuchern Platz bieten, wodurch der finanzielle Erfolg nicht garantiert wäre. Zusätzlich wäre der Naturrasen nach einem Konzert zu stark beschädigt.

### Special Olympics 2017
Knapp 15.000 Fans feierten den Abschluss der Special Olympics 2017 in der Merkur Arena mit einer großen Veranstaltung. Dabei waren u. a. Arnold Schwarzenegger, Helene Fischer und Andreas Gabalier.

## Erreichbarkeit und Anschluss

### Öffentliche Verkehrsmittel
Die Merkur Arena ist mit der Straßenbahnlinie 4 der Holding Graz Linien erreichbar. An Spieltagen werden zusätzliche Einschubstraßenbahnen vom Jakominiplatz zum Stadion (und retour) geführt, die an der ehemaligen Endhaltestelle der Linie 4 (direkt vor dem Stadion) wenden. Der Haltestellenname lautet Stadion Liebenau.
Das Stadion Liebenau ist mit der Eisenbahn erreichbar. Es liegt nahe den S-Bahn-Haltestellen Grazer Ostbahnhof sowie Graz Liebenau-Murpark und hat eine direkt neben dem Stadion (auf Höhe der Eishalle) befindliche S-Bahn-Bedarfshaltestelle Graz Liebenau-Stadion, die bei Heimspielen des SK Sturm ab vier Stunden vor und bis zwei Stunden nach dem Spiel von allen Zügen der S3 bedient wird.

### Auto
Mit dem Auto erreicht man das Stadion aus dem Grazer Zentrum kommend via Münzgrabenstraße (Richtung Liebenauer Hauptstraße) oder über die Conrad-von-Hötzendorf-Straße in Richtung Süden. Von der Süd Autobahn ist das Stadion über den Autobahnzubringer Graz Ost erreichbar. Die unter der Arena befindliche Stadiongarage verfügt über 650 Parkplätze und kostet an Spieltagen zehn Euro. Zusätzlich gibt es an der Westseite des Stadions ebenfalls noch Parkmöglichkeiten für rund 160 Fahrzeuge (nicht überdacht).

## Fankultur

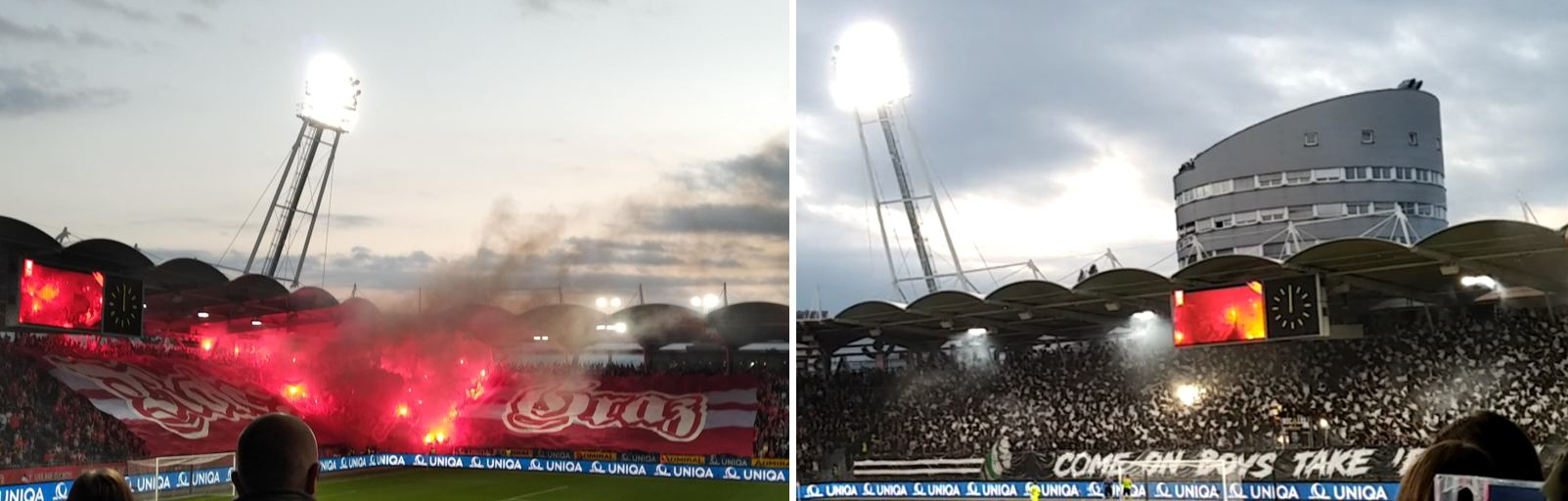
Die Fansektoren beider Vereine beim ersten Derby nach 15 Jahren

### Sturm Graz

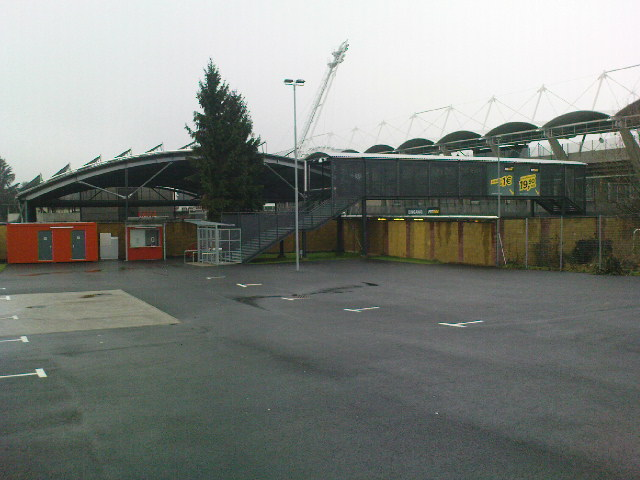
Der Stahlgang der Merkur Arena für die Gästefans neben der Trainingshalle der Eishalle Liebenau

Der ursprüngliche Fansektor der Heimmannschaft war der Sektor 25 auf der Südtribüne. Nach einigen Jahren gelang es den Fans des SK Sturm Graz den Fansektor zu vergrößern: Der neue Fanbereich waren die Sektoren 24, 25 und 26.
Zur Saison 2008/09 wurde schließlich eine jahrelange Forderung umgesetzt: Die Fansektoren im Süden wurden in den Norden verlegt und erweitert. Nun befinden sich die Fans der Heimmannschaft in den Sektoren 9 – 13. Die Gästefans, die ursprünglich im Sektor 8 im Norden beheimatet waren, wanderten ebenfalls in den Sektor 27 in den Süden. Zusätzlich baute man einen großen Busparkplatz neben der Eishalle und einen 15 Tonnen schweren Stahlgang, durch den die Gästefans vom Busparkplatz direkt in den Sektor 27 geleitet werden. Die Fanklubs wünschten sich den Umzug, da sie den Ivica-Osim-Platz, der sich samt Stadionturm auf der Nordseite des Stadions befindet, besser vor und nach dem Match nutzen wollten. Die Grazer Polizei, die Stadionverwaltung und der Gemeinderat hingegen erhofften sich dadurch Verkehrsstaus durch Straßensperren, Behinderungen der Graz AG Verkehrsbetriebe sowie Gewaltakte der Fans verhindern zu können.

### GAK
Die sogenannte Kurve um den Sektor 22 bildet die Fansektoren bei den Heimspielen des GAK.

## Zuschauerrekord
Der bisherige Zuschauerrekord datiert vom 1. Mai 1969 beim Grazer Derby (1:1) im damaligen Bundesstadion Liebenau mit mehr als 20.000 Fans.
Am 10. September 2016 beim 1:1 gegen Rapid Wien erfolgte der nächste Rekord im 1997 erbauten Stadion Graz-Liebenau mit 16.604 Zuschauern.
Der alte Rekord war das Champions-League-Gruppenspiel vom 22. September 1999 gegen Manchester United (0:3) mit 16.480 Besuchern.
| Datum         | Spiel                         | Stadion                      | Ergebnis | Zuseher  |
| ------------- | ----------------------------- | ---------------------------- | -------- | -------- |
| 1. Mai 1969   | Grazer AK – SK Sturm Graz     | Bundesstadion Liebenau (alt) | 1:1      | > 20.000 |
| 10. Sep. 2016 | SK Sturm Graz – SK Rapid Wien | Stadion Graz-Liebenau (neu)  | 1:1      | 16.604   |

## Der Sponsor

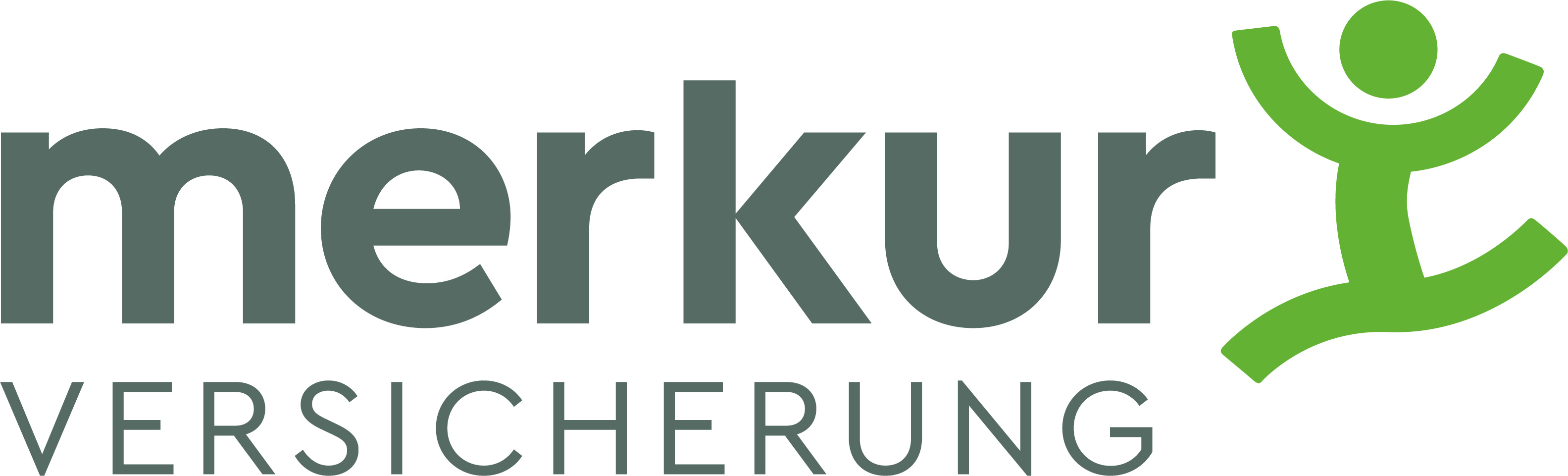
Logo der Merkur Versicherung

→ siehe Hauptartikel Merkur Versicherung
Die Merkur Versicherung bekam den Vorzug gegenüber verschiedenen Firmen. Der Vertrag hat eine Laufzeit von zehn Jahren bis in das Jahr 2026.